# Antinsaaret (ö i Södra Savolax)
Antinsaaret är en ö i Finland. Den ligger i sjön Puruvesi och i kommunen Nyslott i den ekonomiska regionen  Nyslott  och landskapet Södra Savolax, i den sydöstra delen av landet, 300 km nordost om huvudstaden Helsingfors. Öns area är 0,1 hektar och dess största längd är 50 meter i sydöst-nordvästlig riktning.  Notera att namnet antyder att det är fråga om flera öar.